# Anexantha
Anexantha är ett släkte av skalbaggar. Anexantha ingår i familjen vivlar.
Kladogram enligt Catalogue of Life:
| Anexantha | \| \| Anexantha castanea \| \| \| \| |
|           | \| \| Anexantha castanea \| \| \| \| |
|           | Anexantha castanea                   |
|           |                                      |